# Восточный Мидландс (аэропорт)
Аэропорт Восточный Мидландс (англ. East Midlands Airport) (ИАТА: EMA, ИКАО: EGNX) — аэропорт в Восточном Мидландсе , Англия, расположен около деревни Кастл-Донингтон в Лестершире. Расположен между городами Дерби, Лестер и Ноттингем, все они находятся в радиусе 20 миль от аэродрома. Аэропорт обслуживает главным образом жителей Дербишира, Ноттингемшира и Лестершира, а также Саут-Йоркшира в связи с близостью шоссе M1, несмотря на то, что там функционирует меньший аэропорт, Донкастер-Шеффилд в Финнингли. Максимальный пассажирооборот был достигнут в 2007 году — 5 414 299 пассажиров, что на 14,5 % больше показателя 2006 года.
Аэропорт принадлежит Manchester Airports Group (MAG), которая управляется десятью советами округов Большого Манчестера и является крупнейшим оператором аэропортов, принадлежащим резидентам Великобритании.
Аэропорт Восточный Мидландс имеет публичную лицензию аэродрома (номер P520), которая позволяет перевозки пассажиров и обучение полётам. Это второй по величине грузовой аэропорт Великобритании. В связи с тем, что аэропорт находится в густонаселённой части Англии, местные жители возражают против увеличения количества ночных рейсов.

## История

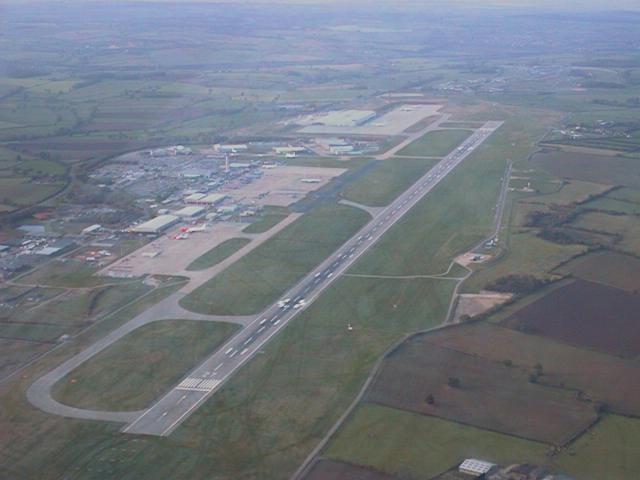
Взлётно-посадочная полоса аэропорта Восточный Мидландс

Первоначально аэропорт был авиабазой Королевских ВВС, RAF Castle Donington, которая была закрыта в 1946 году. Аэродром был приобретен консорциумом местных властей в 1964 году, в это же время начались строительные работы и реконструкция взлётно-посадочной полосы. Аэропорт получил название «Аэропорт Восточный Мидландс» (по названию территории) и открылся для пассажиров в 1965 году.
Фактически Аэропорт Восточный Мидландс заменил меньший довоенный аэропорт Дерби в Бёрнастоне. На территории аэропорта Дерби в Бёрнастоне позднее был построен завод по производству автомобилей Toyota.
Derby Airways, которая в это время была переименована в British Midland Airways, перевела операции в новый аэропорт и организовала штаб-квартиру в близлежащем Кастл-Донингтон, создав сеть внутренних и международных регулярных и чартерных авиалиний из Восточного Мидландса. Были построены 1784-метровая взлётно-посадочная полоса, 18,2-метровая рулёжная дорожка, реконструирован ангар и перрон, а также была построена стоянка на 850 автомобилей. Экономический эффект был получен не сразу. Тем не менее, картина быстро изменилась с ростом объёмов грузоперевозок, который потребовал дальнейшего развития аэропорта. В 1970 году было достигнуто соглашение о строительстве нового грузового комплекса и увеличения взлётно-посадочной полосы и терминала.
Расширение шло быстро, в конце 1970-х была увеличена взлётно-посадочная полоса и реконструирован терминал. В 1985 году впервые пассажирооборот превысил один миллион пассажиров в год, что вызвало необходимость дальнейшего увеличения терминала. В 1987 году аэропорт стал публичной компанией.
С ростом пассажирских и грузовых перевозок в 1992 году был предложен план дальнейшего расширения аэропорта Восточный Мидландс. Однако, несмотря на поддержку местных властей которые являлись владельцем аэропорта, необходимые средства не были найдены, поэтому в 1993 году Восточный Мидландс стал первым крупным региональным аэропортом Великобритании, который был приватизирован. National Express Group приобрела аэродром за 24,3 млн фт. ст. и начала инвестиции в инфраструктуру аэропорта. Была увеличена взлётно-посадочная полоса на 600 м для приёма больших дальнемагистральных самолётов и построен новый контрольно-диспетчерский пункт, второй по высоте в Великобритании. National Express инвестировали около 77 млн фт. ст. за восемь лет.
DHL Aviation открыла новые грузовые мощности на территории аэропорта в 2000 году, инвестиции составили 35 млн фт. ст., в том же году рядом с аэропортом был построен бизнес-парк. Тем не менее National Express Group объявила о том, что намеревается сконцентрироваться на автобусных и железнодорожных перевозках, и продала аэропорт Восточный Мидландс (вместе с аэропортами Борнмут и Хамберсайд в марте 2001 года Manchester Airports Group за 241 млн фт. ст.
В 2002 году в аэропорту начали активно работать бюджетные авиакомпании, в результате чего пассажиропоток стал резко расти, в 2002 году он вырос на 36 % до 3,23 млн. Go Fly открыла хаб в Восточном Мидландсе, а после её поглощения easyJet количество рейсов ещё более увеличилось. Большая часть маршрутов bmi была передана её бюджетному подразделению, bmibaby, в 2002 году.
В 2006 году пассажиропоток достиг 4,72 млн, это двенадцатый показатель в Великобритании. Последующее увеличение загрузки терминала, привело к необходимости его дальнейшего расширения и реконструкции.

## Название
В 2004 году было предложено переименовать Аэропорт Восточный Мидландс (англ. East Midlands Airport) в Ноттингемский Аэропорт Восточный Мидландс (Nottingham East Midlands Airport), несмотря на то, что аэропорт находится в Лестершире, а его почтовый индекс соответствует Дерби, кроме того он находится рядом с Дерби. Кроме того, существует аэропорт Ноттингем, которые находится ближе к Ноттингему, хотя у него небольшой аэродром и он обслуживает только общую авиацию.
Причиной переименования стало то, что многие люди за пределами Великобритании, незнакомые с географией страны, не могли точно идентифицировать название «Восточный Мидландс» с конкретным регионом Великобритании. Главным аргументом за добавления слова «Ноттингем» к названию было то, что город имел большую международную известность в связи со своим размером и историей.
9 декабря 2006 года аэропорт всё же изменил название на Аэропорт Восточный Мидландс: Ноттингем, Лестер, Дерби (англ. East Midlands Airport: Nottingham, Leicester, Derby).

## Транспорт

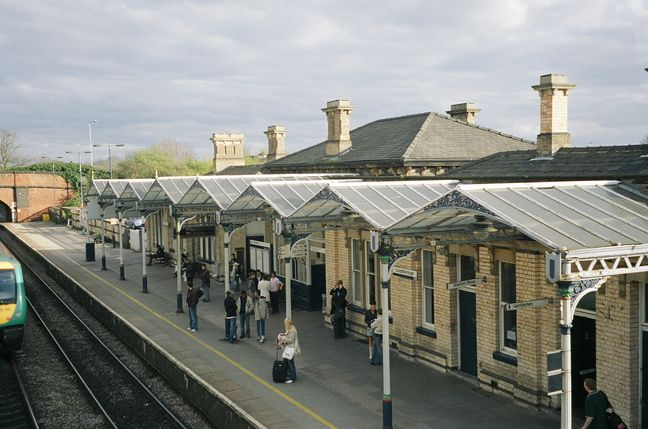
Лайборо, на сегодняшний день ближайшая функционирующая железнодорожная станция.

Аэропорт находится недалеко от шоссе М1 и M42, которые соединяют его со всеми крупнейшими городами Мидландса.
Железнодорожное сообщение значительно хуже; ближайшая железнодорожная станция Лонг-Итон, однако Airline Shuttle везёт пассажиров на станции Лайборо и Дерби. Skylink обслуживает маршруты в и из Ноттингема и Лестера, однако кроме пассажиров аэропорта его автобусы ещё подвозят местных жителей, и потому движутся не так быстро. Network Rail планирует строительство новой железнодорожной станции Восточный Мидландс-Парквэй рядом с аэропортом, открытие планируется в 2008/09 годах.

## Авиакомпании
Аэропорт Восточный Мидландс является хабом для бюджетных авиакомпаний easyJet, bmibaby и Ryanair, при этом обслуживает широкий диапазон внутренних и европейских ближнемагистральных направлений. Дальнемагистральные рейсы появились в 2005 году со введением рейсов выходного дня авиакомпании First Choice Airways в Доминиканскую Республику, Орландо и Канкун.

### Регулярные рейсы
- bmi
  - оператор bmi Regional
- bmibaby
- Eastern Airways
- easyJet
- Manx2
- Ryanair
- Sterling Airlines

### Чартерные авиакомпании
- First Choice Airways
- Thomas Cook Airlines
- Thomsonfly
- XL Airways

### Регулярные грузовые рейсы
- BAC Express Airlines
- DHL Air
- European Air Transport
- Europe Airpost
- Icelandair
- Jet2.com
- Lufthansa Cargo
- Star Air (Maersk Air)
- Titan Airways
- TNT Airways
- UPS Airlines

### Другие грузовые авиакомпании в аэропорту
- Antonov Airlines
- Bluebird Cargo
- Polet
- RAF Avia
- Atlas Air
- Evergreen
- Emirates Cargo
- MNG Cargo
- Singapore Airlines Cargo
- Cathay Pacific Cargo
- Cargolux
- Gemini Air Cargo
- Volga Dnepr
- Farnair

## Грузовые перевозки
Аэропорт Восточный Мидландс — второй по величине грузовой аэропорт в Великобритании после Хитроу. В 2006 году Хитроу обработал 1,34 млн тонн груза и почты, а Восточный Мидландс — 298 000 тонн. В расчёте на груз, перевозимый грузовыми самолётами, Восточный Мидландс с 272 000 тонн превосходил Хитроу, однако в последнем более 1 млн тонн груза и почты перевозилось пассажирскими самолётами. DHL Aviation ставят большие задачи, строя собственные мощности в аэропорту Восточный Мидландс, UPS и TNT также используют аэропорт как базу. Lufthansa Cargo также постоянный гость в Восточном Мидландсе, кроме того, аэропорт служит центром для Королевской почты.

## Инциденты и авиакатастрофы
- 8 января 1989 года на подходе к аэропорту Восточный Мидландс разбился Boeing 737 авиакомпании British Midland, погибло 47 человек. Самолёт совершал рейс между Хитроу и Международным аэропортом Белфаста и в связи с проблемами в одном из двигателей принял решение совершить аварийную посадку в Восточном Мидландсе. Экипаж ошибочно остановил работающий двигатель, в результате чего самолёт потерял мощность и упал на трассу M1, не долетев до взлётно-посадочной полосы. Пострадавших на земле не было. В результате расследования происшествия была сделана 31 рекомендация по безопасности.

## Аэропарк
В аэропарке в северо-западной части аэродрома находится статическая коллекция самолётов разного времени, в том числе EE Lightning F.Mk53 ZF588, Avro Vulcan B2a XM 575, Argosy 101G BEOZ, EE Canberra T.17 WH740, EE Canberra PR.7 WH779 (nose)Hawker Hunter T.7 XL569, HS Buccaneer S 2B XV350, Westland Whirlwind XG588, Westland Wessex HAS.1 XS876, Westland Wessex HC.2 XT604, Westland Wessex HU.5 XT480, Vickers Varsity WL626, Gloster Meteor TT20 WM224, Supermarine Spitfire Mk IV PL256 (Replica), Vickers Viscount 807 G-CSZB (Cockpit), Vickers Vanguard V953c G-APES (кабина), Britten Sheriff G-FRJB и 2 Vampire, которые в настоящее время восстанавливаются. Планируется приобретение HS Dominie, Avro 748 и Vickers Viscount.

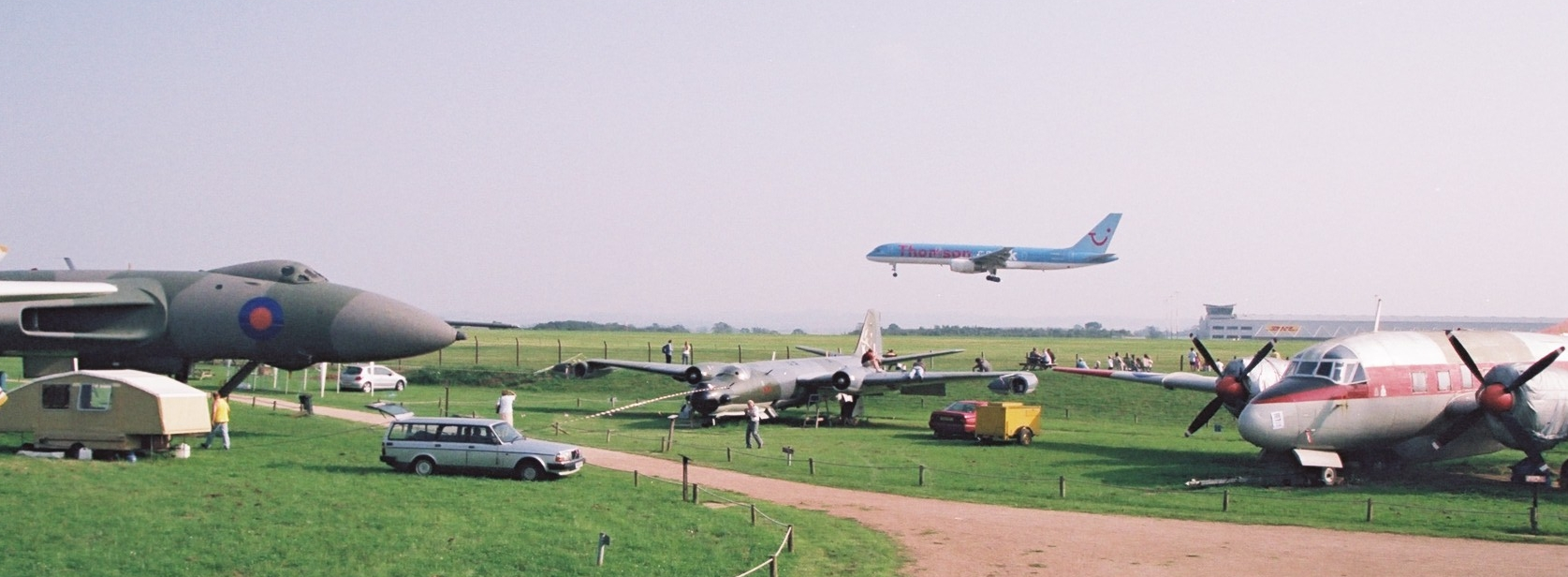
Аэропарк в аэропорту Восточный Мидландс.